# Домн II Антиохийский
Домн II — патриарх Антиохийский в 442—449 годы, друг влиятельного епископа Феодорита Кирского.

## Биография
Домн был рукоположен в сан диакона патриархом Ювеналием Иерусалимским в 429 году, после чего в течение двух лет оставался в монастыре святого Евфимия в Палестине. В 431 году он покинул монастырь, чтобы помочь своему дяде, патриарху Иоанну I Антиохийскому, в связи с несторианским спором. Домн отправился в Антиохию, чтобы поддержать сторонников Антиохийской школы в пользу несторианского учения и противостоять сторонникам Кирилла Александрийского и его преемника Диоскора Александрийского.
В 442 году, после смерти своего дяди, Домн был избран преемником благодаря поддержке, которую он приобрёл в Антиохии. В 445 году он созвал синод сирийских епископов и подтвердил отложение Афанасия Перрского. В 447 году он рукоположил Иринея Тирского (Феодорит, письмо 110). Однако император Феодосий II приказал отменить рукоположение Иринея на том основании, что Ириней был одновременно и второбрачным, и сторонником несторианства. Домн защищал Иву Эдесского от обвинений в распространении несторианского учения и созвал Собор в Антиохии (448), на котором было принято решение в пользу Ивы, а его обвинители были свергнуты. Хоть приговор Домна и был отменён Флавианом, патриархом Константинопольским, он был подтверждён епископской комиссией, состоящей из трёх епископов, которой он и император Феодосий II передали решение этого дела.
В результате 8 августа 449 года он был низложен на Втором Эфесском Соборе. Авторитаризм Диоскора и жестокость Бар-Саумы и его монахов вынудили Домна отозвать своё осуждение Евтихия и проголосовать за осуждение Флавиана, но это ему не помогло. Он остался единственным из осуждённых епископов, не восстановленным на кафедре на Халкидонском соборе. Тем не менее это также могло быть сделано и по просьбе — чтобы тот смог уединиться в своём любимом монастыре.
На этом Соборе его преемник Максим II Антиохийский получил разрешение выделить на содержание Домна часть церковных доходов. Получив разрешение вернуться из ссылки, Домн вернулся в монастырском дом своей юности, закончив свои дни в лавре святого Евфимия, где в 452 году, согласно Феофану, он предоставил убежище Ювеналию Иерусалимскому, после того как тот был изгнан с престола (Феофан, стр. 92).